# 1416.
◄ | 14. stoljeće | 15. stoljeće | 16. stoljeće | ►
◄ | 1380-ih | 1390-ih | 1400-ih | 1410-ih | 1420-ih | 1430-ih | 1440-ih | ►
◄◄ | ◄ | 1413. | 1414. | 1415. | 1416. | 1417. | 1418. | 1419. | ► | ►►
Arhitektura • Astronomija • Glazba • Knjige • Književnost • Kršćanstvo • Medicina • Pravo • Promet • Slikarstvo • Znanost

## Događaji
- 27. siječnja – u Dubrovačkoj Republici, kao prvoj državi u Europi, ukinuto je trgovanje robljem.

## Rođenja
- 27. ožujka – Sveti Franjo Paulski, talijanski redovnik i svetac († 1507.)
- Piero di Cosimo de' Medici, vladar Firence

## Smrti
- Hrvoje Vukčić Hrvatinić, hrvatski ban

## Vanjske poveznice
|  | Zajednički poslužitelj ima još gradiva o temi 1416. |